# Rillito (Arizona)
Rillito es un lugar designado por el censo ubicado en el condado de Pima en el estado estadounidense de Arizona. En el Censo de 2010 tenía una población de 97 habitantes y una densidad poblacional de 527,49 personas por km².

## Geografía
Rillito se encuentra ubicado en las coordenadas 32°24′56″N 111°9′17″O / 32.41556, -111.15472. Según la Oficina del Censo de los Estados Unidos, Rillito tiene una superficie total de 0.18 km², de la cual 0.18 km² corresponden a tierra firme y (0%) 0 km² es agua.

## Demografía
Según el censo de 2010, había 97 personas residiendo en Rillito. La densidad de población era de 527,49 hab./km². De los 97 habitantes, Rillito estaba compuesto por el 27.84% blancos, el 38.14% eran afroamericanos, el 2.06% eran amerindios, el 0% eran asiáticos, el 0% eran isleños del Pacífico, el 26.8% eran de otras razas y el 5.15% pertenecían a dos o más razas. Del total de la población el 44.33% eran hispanos o latinos de cualquier raza.